# Francesco Tenerelli
Francesco Tenerelli (Leonforte, 9 dicembre 1839 – Catania, 16 novembre 1899) è stato un politico italiano.
Eletto sindaco di Catania dal 28 novembre 1875 al 31 maggio 1877. Fu senatore del Regno d'Italia dalla XVI legislatura.